# Kompensator całkująco-różniczkujący
Kompensator całkująco-różniczkujący (pasywny korektor całkująco-różniczkujący, ang. lead–lag compensator) – element układu regulacji, który koryguje niepożądany przebieg charakterystyki częstotliwościowej. Stanowi jeden z zasadniczych bloków w klasycznej teorii sterowania.

## Wstęp
Czasami konieczne jest by dokonać zmiany przebiegu charakterystyk danego układu bez zmieniania charakterystyki amplitudowej. Aby to wykonać trzeba zmienić charakterystykę częstotliwościową w taki sposób, by zmieniła się tylko charakterystyka fazowa, a charakterystyka amplitudowa pozostała bez zmian. W tym celu wprowadza się do układu regulacji odpowiedni regulator z grupy regulatorów określanych jako kompensatory fazy. Nazwa kompensator bierze się stąd, że korygują one charakterystykę fazową.
Wyróżnia się dwa podstawowe typy kompensatorów:
- kompensatory całkujące – opóźniające fazę (ang. lag compensators),
- kompensatory różniczkujące – przyspieszające fazę (ang. lead compensators),
- połączenie obu typów kompensatorów daje kompensator całkująco-różniczkujący – opóźniająco-przyspieszający fazę (ang. lead–lag compensator).

Zarówno kompensatory różniczkujące, jak i kompensatory całkujące wprowadzają parę biegun-zero do otwartej pętli układu opisanego transmitancją. Transmitancja w dziedzinie Laplace’a może być zapisana następująco:
{\displaystyle {\frac {Y}{X}}={\frac {s-z}{s-p}},}
gdzie:
{\displaystyle X} – sygnał wejściowy do kompensatora,
{\displaystyle Y} – sygnał wyjściowy kompensatora,
{\displaystyle s} – zmienna zespolona przekształcenia Laplace’a,
{\displaystyle z} – częstotliwość zera,
{\displaystyle p} – częstotliwość bieguna.
Zarówno biegun, jak i zero są zwykle ujemne. W kompensatorze różniczkującym biegun jest położony na płaszczyźnie zespolonej na lewo od zera
{\displaystyle |z|<|p|,}
podczas gdy dla kompensatora całkującego
{\displaystyle |z|>|p|.}

## Kompensator różniczkujący
Transmitancja kompensatora różniczkującego przedstawia się następująco:
{\displaystyle T_{lead}(s)={\frac {s-z}{s-p}}.}
Aby kompensator pracował poprawnie spełniona musi być następująca własność:
{\displaystyle |z|<|p|}
i zarówno miejsce, w którym znajdują się bieguny i zera powinny znajdować się blisko środka układu, po lewej stronie płaszczyzny zespolonej. Ponieważ jest tylko jeden biegun i jedno zero – zarówno zero, jak i biegun powinien być położony na osi rzeczywistej.
Kompensatory różniczkujące pomagają w przesunięciu biegunów transmitancji na lewo, co wpływa korzystnie na stabilność układu.

## Kompensator całkujący
Transmitancja kompensatora całkującego jest taka sama jak kompensatora różniczkującego i przedstawia się następująco:
{\displaystyle T_{lag}(s)={\frac {s-z}{s-p}}.}
Jednakże w przypadku kompensatora całkującego miejsca położenia bieguna i zera powinny zostać zamienione pomiędzy sobą:
{\displaystyle |p|<|z|.}
Zarówno biegun i zero powinny znajdować się blisko środka układu, na osi rzeczywistej.
Kompensator całkujący pomaga zmniejszyć błąd układu regulacji w stanie ustalonym. Bieguny kompensatora całkującego powinny znajdować się bardzo blisko siebie aby zapobiec przesunięciu się biegunów układu na prawo a co za tym idzie zredukowaniu stabilności układu.

## Kompensator całkująco-różniczkujący
Kompensator całkująco-różniczkujący to kaskadowy układ kompensatora różniczkującego z kompensatorem całkującym. Ogólna transmitancja może być zapisana w następującej postaci:
{\displaystyle T_{lead-lag}(s)={\frac {Y}{X}}={\frac {(s-z_{1})(s-z_{2})}{(s-p_{1})(s-p_{2})}}.}
Zwykle {\displaystyle |p_{1}|>|z_{1}|>|z_{2}|>|p_{2}|,}
gdzie {\displaystyle z_{1}} i {\displaystyle p_{1}} to zero i biegun kompensatora różniczkującego, a {\displaystyle z_{2}} and {\displaystyle p_{2}} to zero i biegun kompensatora całkującego.
Kompensator różniczkujący dla wysokich częstotliwości przyspiesza fazę (ang. phase lead). Skutkiem tego bieguny przesuwane są na lewo, co poprawia charakterystyki częstotliwościowe i stabilność układu. Kompensator całkujący dla niskich częstotliwości opóźnia fazę (ang. phase lag) co zmniejsza błąd w stanie ustalonym.
Dokładne miejsca położenia biegunów i zer zależą zarówno od pożądanych charakterystyk częstotliwościowych układu zamkniętego i charakterystyk obiektu. Jednakże zarówno biegun, jak i zero kompensatora całkującego powinny znaleźć się blisko siebie tak, by nie spowodować przesunięcia biegunów na prawo co mogłoby doprowadzić do niestabilności i wolnego zbiegania się. Jako że mają one na celu wpłynąć na niskie częstotliwości, powinny znaleźć się blisko środka układu współrzędnych.

## Implementacja
Kompensatory całkująco-różniczkujące stosuje się zarówno w układach ciągłych, jak i w układach dyskretnych. Technologia stosowana przy implementacji bywa różna w każdym z przypadków, jednak zasadnicze zasady są tu takie same. Transmitancja jest przekształcana tak aby wyjście układu wyrazić w postaci wyrażeń sumujących wyrażenia ujmujące wejście układu oraz całki wejścia i wyjścia układu. Na przykład:
{\displaystyle Y=X-(z_{1}+z_{2}){\frac {X}{s}}+z_{1}z_{2}{\frac {X}{s^{2}}}+(p_{1}+p_{2}){\frac {Y}{s}}-p_{1}p_{2}{\frac {Y}{s^{2}}}.}
W analogowych układach regulacji, gdzie elementy całkujące są drogie, często wyrażenia te grupuje się razem tak aby zminimalizować liczbę wymaganych elementów całkujących:
{\displaystyle Y=X+{\frac {1}{s}}\left((p_{1}+p_{2})Y-(z_{1}+z_{2})X+{\frac {1}{s}}(z_{1}z_{2}X-p_{1}p_{2}Y)\right).}
W analogowych układach regulacji, sygnał sterujący ma zwykle charakter napięcia lub natężenia prądu elektrycznego (choć spotyka się też inne sygnały określone przez takie wielkości fizyczne jak na przykład ciśnienie hydrauliczne). W takim przypadku kompensator całkująco-różniczkujący składa się z elementów całkujących i ważonych sumatorów realizowanych na wzmacniaczach operacyjnych. W sterowaniu dyskretnym operacje wykonuje się numerycznie.
Przyczyna, dla której transmitancję wyraża się przez równanie całkowe jest taka, że różniczkowanie sygnałów wzmacnia szum w sygnale, ponieważ szum nawet o bardzo małej amplitudzie ma wysoką pochodną jeśli jego częstotliwość jest wysoka, podczas gdy całkowanie sygnału sprawia, że szum ulega uśrednieniu. Dlatego implementacja, przy której oparto się na elementach całkujących jest z punktu widzenia numerycznego najbardziej stabilna.

## Wyjaśnienie intuicyjne
Aby rozpocząć projekt kompensatora całkująco-różniczkującego inżynier powinien zastanowić się czy układ wymagał będzie korekcji, którą sklasyfikować można jako całkującą, różniczkującą lub jako kombinację obu wymienionych. Sygnał elektryczny będący odpowiedzią (i charakterystyką częstotliwościową) układu na sygnał wejściowy wyrażony jest transmitancją w domenie Laplace’a, czyli zespoloną funkcją matematyczną, którą można wyrazić na dwa sposoby:
- jako transmitancję ujmującą stosunek prądu do wzmocnienia albo
- jako transmitancję ujmującą stosunek napięcia do wzmocnienia.

W ogólności funkcję zespoloną można zapisać w postaci {\displaystyle F(x)=A(x)+iB(x),} gdzie {\displaystyle A(x)} stanowi część rzeczywistą, a {\displaystyle B(x)} jest częścią urojoną funkcji jednej zmiennej {\displaystyle F(x).}
Kąt fazowy układu to argument (zespolony) {\displaystyle F(x),} po lewej stronie płaszczyzny zespolonej jest to {\displaystyle tan^{-1}(B(x)/A(x)).} Jeśli kąt fazowy jest ujemny dla wszystkich częstotliwości układu to układ można zakwalifikować jako całkujący. Jeśli kąt fazowy jest dodatni dla wszystkich częstotliwości układu to układ można zakwalifikować jako różniczkujący. Jeśli kąt fazowy dla całości układu jest kombinacją ujemnych i dodatnich wartości fazy jako funkcji częstotliwości układu to można przyjąć, że jest to układ całkująco-różniczkujący.
Zależnie od nominalnych parametrów projektowych pracy układu z aktywnym sprzężeniem zwrotnym, układ różniczkujący lub całkujący może stać się przyczyną niestabilności i pogorszyć parametry charakterystyk.
Przy projektowaniu i implementacji kompensatora fazy, istotne jest aby wykonać analizę tego jaki wywrze on wpływ na wzmocnienie i zapas fazy układu i upewnić się czy kompensacja nie spowoduje niestabilności układu.

## Sposoby przyłączania kompensatorów do układu regulacji
Kompensator (całkująco-różniczkujący lub innego typu) można łączyć z członami układów regulacji przez wprowadzenie go:
- w tor sterowania:
  - szeregowo (czyli łańcuchowo),
  - równolegle,
- w tor sprzężenia zwrotnego – tworzy się wówczas tzw. korekcyjne sprzężenie zwrotne:
  - sztywne korekcyjne sprzężenie zwrotne – gdy transmitancja operatorowa korektora jest liczbą rzeczywistą,
  - giętkie (podatne) korekcyjne sprzężenie zwrotne (zwane też sprzężeniem prędkościowym) – gdy transmitancja operatorowa korektora jest idealnym członem różniczkującym.

## Zastosowania
Kompensatory całkująco-różniczkujące zwłaszcza realizowane jako układy elektryczne są dogodnym środkiem regulacji. Są pożądane szczególnie tam, gdzie waga i rozmiary urządzeń automatyki oraz warunki zasilania mają znaczenie z uwagi na występujące ograniczenia. Przykładem mogą tu być serwomechanizmy wykorzystywane w lotnictwie. W takich przypadkach wykonanie kompensatorów ma często charakter jednostkowy. W automatyce przemysłowej regulacja jest jednak realizowana zazwyczaj za pomocą regulatorów PID.